# Jurij Michajlovič Stěklov
Jurij Michajlovič Stěklov (rusky Ю́рий Миха́йлович Стекло́в, vlastním jménem Ovšij Moisejevič Nachamkis Овший Моисе́евич Наха́мкис; 15.jul./ 27. srpna 1873greg., Oděsa – 15. září 1941, Moskva) byl sovětský historik a novinář.

## Životopis
Jurij Stěklov se narodil do židovské rodiny. Roku 1893 se stal revolucionářem. Hned o rok později byl vypovězen z Ruska. Později vstoupil do Ruské sociálně demokratické dělnické strany.
V roce 1900 se seznámil s Leninem a stal se členem redakce v deníku Jiskra. Po rozdělení strany roku 1903 přistoupil Stěklov k bolševikům. V roce 1905 se vrátil do Ruska a podporoval vznikající revoluci.
V roce 1910 byl opět vyhnán z Ruska a stal se učitelem na pařížské škole. V roce 1917 se vrátil do Ruska a stal se členem petrohradského sovětu. V roce 1918 pracoval v komisi, která formovala ústavu RSFSR.
Během ruské občanské války jezdil často na frontu. V roce 1925 odešel z funkce redaktora novin Izvestija, v nichž působil od roku 1917. Místo toho začal působit v časopisu Nový svět.
Stěklov pracoval také jako historik marxismu, sepsal knihy „Internacionála 1984 – 1914“, „Karel Marx“ a „Bojovníci za socialismus“, v nichž popularizoval marxismus. Jeho práce byly částečně ovlivněny díly Nikolaje Černyševského a Michaila Bakunina.
V roce 1938 byl Stěklov obviněn z protistátní činnosti a uvězněn. Ve vězení o dva roky později zemřel. Posmrtně byl rehabilitován.